# 1998 UF8
1998 UF8 är en asteroid i huvudbältet som upptäcktes den 23 oktober 1998 av den kroatiska astronomen Korado Korlević vid Višnjan-observatoriet.
Asteroiden har en diameter på ungefär 4 kilometer.